# 克利莫沃区
克利莫沃区（俄语：Климовский район）是俄罗斯联邦布良斯克州下辖的一个区，其行政中心为克利莫沃。据2016年统计，该区的人口为27148人。